# 보알라보속
보알라보속(Voalavo)은 쥐아목 붉은숲쥐과에 속하는 설치류 속이다. 마다가스카르섬에서만 발견된다. 2종이 알려져 있으며, 해발 1250m 이상의 산악 지역에서 서식한다. 북부보알라보는 마다가스카르섬 북부 지역에서 서식하고, 동부보알라보는 섬 중부의 좁은 지역에 제한적으로 분포한다. 1994년에 발견되었고 1998년 공식적으로 기재되었다. 붉은숲쥐과에서 가장 가까운 근연속은 술꼬리쥐속(Eliurus)이고, DNA 염기 서열 정보에 의하면 현재 이 두 속에 대한 정의는 변경된 필요가 있다.

## 하위 종
- 동부보알라보 (Voalavo antsahabensis)
- 민털꼬리보알라보 또는 북부보알라보 (Voalavo gymnocaudus)